# 6190 Rennes
6190 Rennes este o planetă minoră (asteroid), cu un diametru de 9,431 km, din centura de asteroizi. A fost descoperită pe 8 octombrie 1989 la  de Masahiro Koishikawa⁠(d) și a fost numită după Rennes. 
Obiectul prezintă o orbită caracterizată de o semiaxă mare de 2,8118194 UAi, o excentricitate de 0,0879515, o înclinație de 1,67993 ° în raport cu ecliptica.